# Notturni (Hoffmann)
Notturni (Nachtstücke) è una raccolta di racconti dello scrittore tedesco E. T. A. Hoffmann  pubblicata in due volumi datati entrambi 1817, anche se il primo volume fu messo in vendita nell'autunno del 1816 e il secondo volume l'anno successivo.

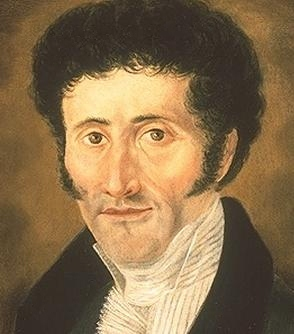
Autoritratto di E.T.A. Hoffmann (Staatliche Museen zu Berlin)

## Racconti
- I parte (1816)

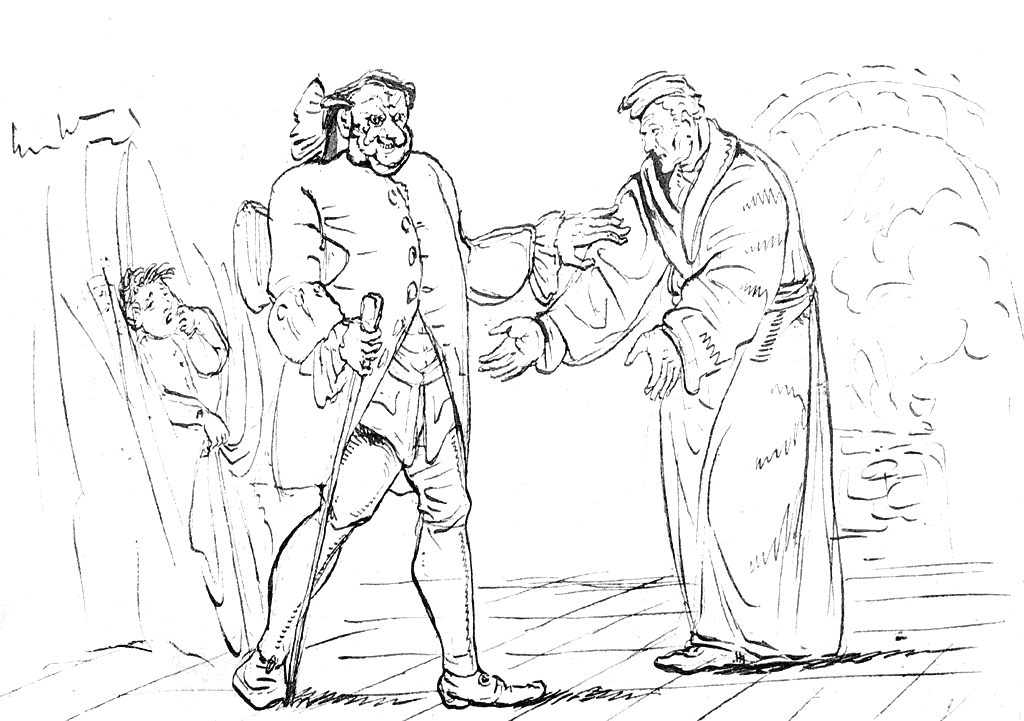
Illustrazione di E. T. A. Hoffmann per il suo racconto L'uomo della sabbia

  - L'uomo della sabbia o L'Orco Insabbia o Il Mago Sabbiolino (Der Sandmann). Il racconto introduce il tema dell'amore eccentrico o meccanico. Nathanael, il protagonista del racconto, è cresciuto con l'incubo di una fiaba narratagli in età infantile dalla governante, secondo la quale un essere fantastico ("l'uomo della sabbia") versa negli occhi dei bambini della sabbia finché gli occhi non saranno espulsi sanguinanti dalle orbite. Il piccolo Nathanael identifica il malefico essere con un collaboratore del proprio padre, Coppelius il quale comparirà più volte nella sua vita come nemico. In questa cornice narrativa è inserita la storia d'amore di Nathanael, ormai studente universitario, per Olimpia, una bambola simile a una persona umana inventata da Lazzaro Spallanzani. Nathanael si innamora della bambola finendo per impazzire e, quando finalmente si libera del suo fascino, Coppelius lo ammalia con lo sguardo e lo spinge a precipitarsi nel vuoto.
  - Ignaz Denner (Ignaz Denner). Il racconto accoppia alla storia di un onesto guardacaccia e della sua famiglia, le gesta tenebrose di una banda di malviventi, e quelle ancor più tenebrose di Trabacchio, un vecchio negromante napoletano il quale ha ucciso i propri figlioletti per ottenere il sangue necessario alle sue opere di magia.
  - La chiesa dei gesuiti di G. (Die Jesuiterkirche in G.). Racconta il dramma di Bertoldo, un pittore che ha perseguito per tutta la vita la sua vocazione incurante del successo e del guadagno. Lo libera dall'incubo l'apparizione di una donna giovane e bellissima, in cui al pittore pare di ravvisare santa Caterina. Per un po' Bertoldo dipinge quadri che lo soddisfano; ma dopo che quella donna è diventata sua moglie, l'ideale tramonta, l'artista non è più capace neppure di produrre umili opere decorative e muore.
  - Il Sanctus (Das Sanctus). Una giovane musulmana di Granada dopo essersi convertita al cristianesimo, canta l'ufficio divino con una voce stupenda. Traviata, la giovane ritorna alle sue precedenti credenze. Ma alla fine, pentita, persuade col suo canto molti altri mori a convertirsi, finché cade morta tra braccia della regina Isabella.

- II parte (1817)
  - La casa disabitata o La casa deserta o La casa desolata (Das öde Haus). La casa disabitata è una storia paurosa di demenza e di amore, collocata nella cornice di una casa misteriosa, sempre chiusa, posta nel cuore stesso di Berlino.
  - Il maggiorasco (Das Majorat). Il racconto, giudicato uno dei più belli e poetici fra i racconti di Hoffmann[1], mescola la tenebrosa cronaca di un castello feudale (col suo corteo di spettri, apparizioni, delitti, e perfino un caso di sonnambulismo psicopatico) a una storia d'amore.
  - Il voto (Das Gelübde). Il giovane conte Saverio viene inviato da suo cugino Stanislao, ufficiale polacco impegnato in guerra contro i Russi, come messaggero nella residenza della fidanzata Ermenegilda. Durante un episodio di sonnambulismo della giovane donna, nel corso della quale Ermenegilda ha l'illusione di unirsi in matrimonio con l'assente fidanzato, Saverio ne approfitta per possederla. L'evento ha avuto luogo proprio nell'ora in cui Stanislao cadeva in battaglia. Scopertosi l'arcano Ermenegilda, rimasta incinta, si accascia sotto il peso di quello che le pare un delitto e cerca di espiarlo in modo disumano. Non mancano particolari macabri, come una maschera mortuaria di cera che Ermenegilda ha fatto voto di portare sul volto fino alla fine dei suoi giorni. Il racconto è una evidente derivazione dalla novella di Kleist La marchesa di O...[1].
  - Il cuore di pietra (Das steinerne Herz). È l'unico racconto dei Notturni a lieto fine. Il consigliere aulico Massimiliano Reutlinger, che da giovane ha rinunciato a sposare la fanciulla amata, vede compiersi il suo sogno d'amore nelle persone del figlio d'un proprio fratello e della figliola della donna amata in gioventù.

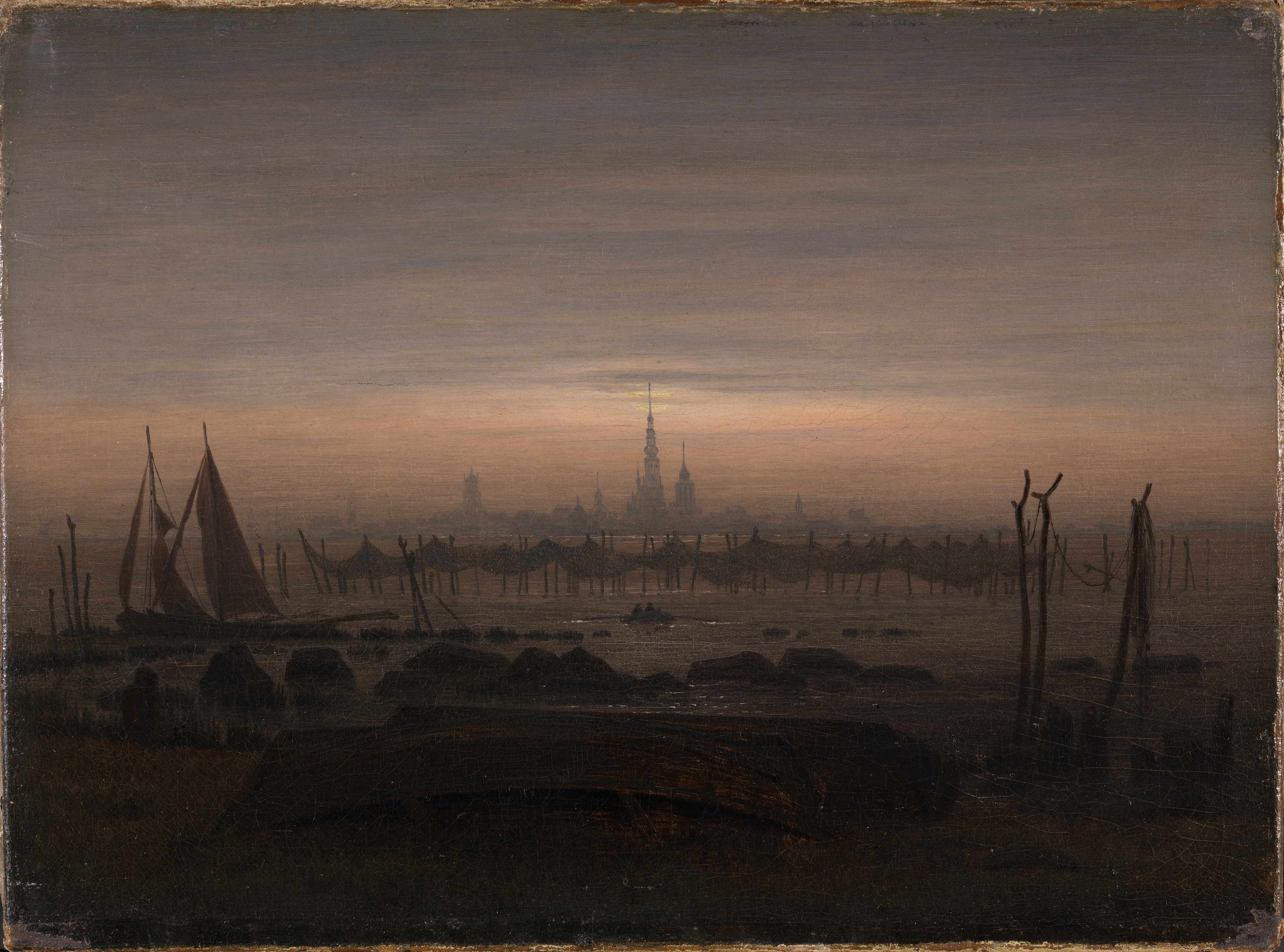
Notturno a Greifswald (Dipinto di Caspar David Friedrich, 1817).

## Storia editoriale
Nel 1813 fu pubblicata la raccolta di racconti Fantasie secondo Callot (Fantasiestücke in Callot's Manier) che, attraverso un'abile prefazione di Jean Paul, attirò viva attenzione sull'autore E. T. A. Hoffmann , il quale fino ad allora in campo artistico si era interessato alla musica e alla pittura e aveva scritto quasi esclusivamente saggi di critica musicale sull'Allgemeine musikalische Zeitung. Nella prima raccolta Hoffmann mescolava elementi reali e di fantasia, una tecnica appresa dagli studi sulla pittura, come fa capire l'allusione a Jacques Callot il quale aveva creato nel XVII secolo una serie di incisioni con motivi grotteschi e barocchi. Fantasiestücke ebbe molto successo, Hoffmann si dedicò alla scrittura di racconti e la seconda raccolta (Nachtstücke herausgegeben von dem Verfasser der Fantasiestücke in Callots Manier, ossia Notturni dell'autore delle Fantasiestücke secondo Callot) faceva riferimento già nel titolo alla raccolta precedente. Col vocabolo "Nachtstücke" ci si riferiva all'epoca in Germania soprattutto alle pitture raffiguranti scene notturne, con netti contrasti di chiaroscuro. Nel corso del XVIII, e agli inizi del XIX secolo il termine "Nachtstück" fu utilizzato anche in letteratura, ad esempio da Wieland, Goethe, Jean Paul e Clemens Brentano, come sinonimo di "misterioso", di "perturbante". Gli otto racconti furono pubblicati in due volumi, riportanti entrambi la data 1817, sebbene il primo volume sia stato messo in vendita per la Michaelismesse (Festa di San Michele, fra l'ultima domenica di agosto e la prima domenica di settembre) del 1816.

## Critica
Per Ulrike Kindl, inconfondibile peculiarità delle opere di E.T.A. Hoffmann è la compresenza di elementi reali e di elementi che sconfinano nell'irrealtà. L'elemento soprannaturale si inserisce nel racconto in un secondo momento, all'improvviso, e spesso con modalità che sfuggono al lettore. Scene di comicità grottesca si alternano a episodi che fanno venire i brividi ancor oggi. Per Sainte-Beuve, Hoffmann ha fatto in campo artistico una scoperta analoga a quella fatta da Mesmer in medicina, l'aver liberato e messo a nudo il magnetismo in poesia, dove il termine "magnetismo" sembra corrispondere a ciò che Matteo Galli chiama, nell'Introduzione ai Notturni, «abissi dell'io» e «pulsioni dell'inconscio». A giudizio di Claudio Magris, la tecnica di Hoffmann capovolge la poetica romantica e anticipa le grandi innovazioni del romanzo novecentesco. Molto prima di Conrad, in Hoffmann gli avvenimenti vengono spesso appresi secondo un ordine cronologico del tutto diverso dalla successione temporale in cui si sono svolti. La discontinuità delle varie serie cronologiche viene complicato dal pluralismo dei punti di vista. Hoffmann adempie magistralmente alla funzione di «straniamento» teorizzata da Sklovskij. Anche il racconto nero viene recuperato, perfino nei suoi aspetti più grossolani, in un significato simbolico superiore.

## Edizioni

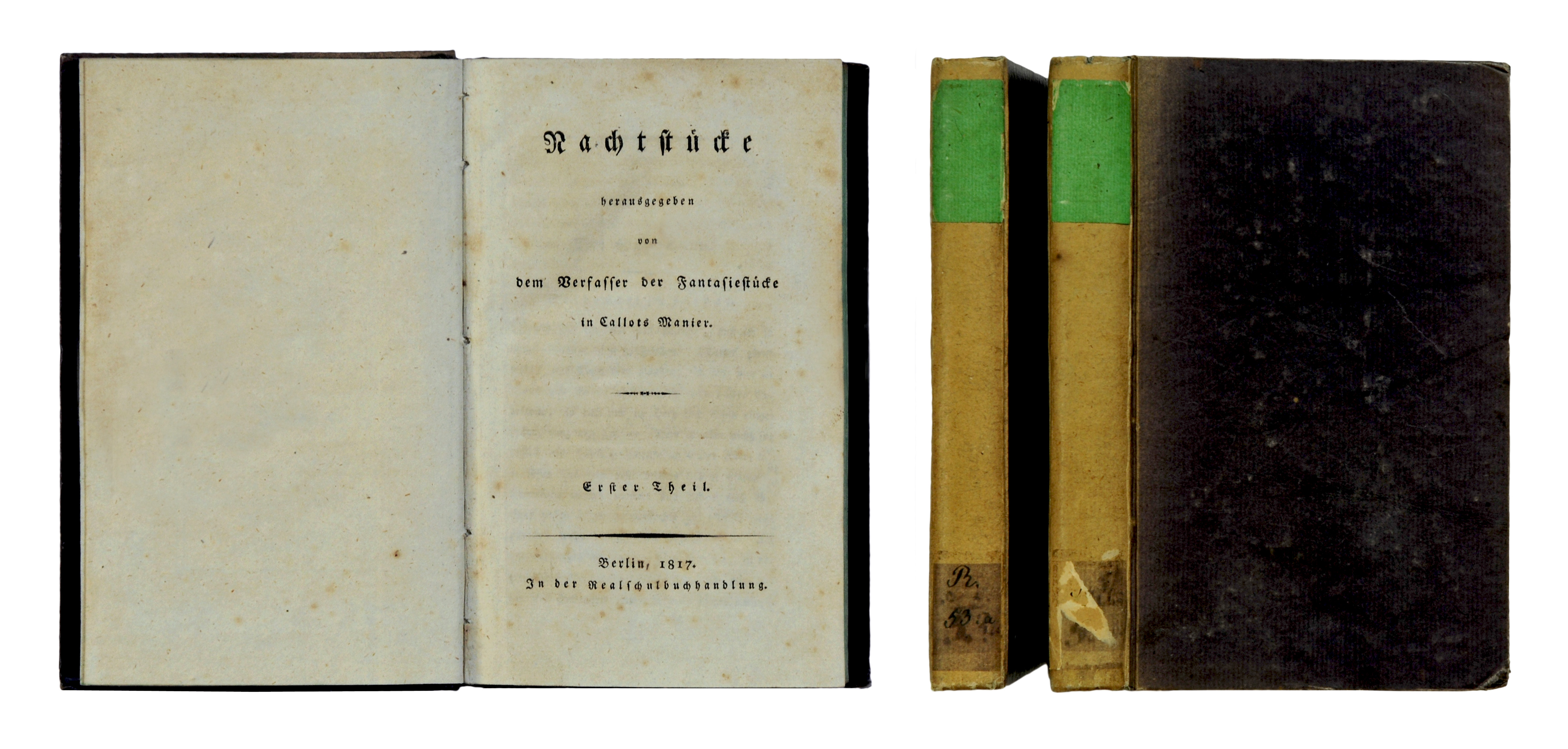
I edizione dei Nachtstücke

- (DE) Nachtstücke: Herausgegeben Von Dem Verfasser Der Fantasiestücke in Callots Manier, Erster Theil, Berlin, In der Realschulbuchhandlung, 1817.
- (DE) Nachtstücke: Herausgegeben Von Dem Verfasser Der Fantasiestücke in Callots Manier, Zweiter Theil, Berlin, In der Realschulbuchhandlung, 1817.
- Racconti fantastici di E. T. A. Hoffmann. 2 voll., traduzione di Nicola Maria Corcia, Notizia storica sull'autore di Walter Scott, Napoli, Tip. della Sibilla, 1833-1834.
- Racconti di Ernesto Teodoro Hoffmann. 5 voll., collana Collezione Romanzi e curiosità storiche di tutte le nazioni ; 23, Premesso un discorso di Gualtiero Scott, Milano, Gaspare Truffi e comp., 1835.
- Racconti, collana Collezione Biblioteca moderna Mondadori ; 247, traduzione di Gerardo Fraccari, Milano, A. Mondadori, 1951.
- Racconti, traduzione di Ferruccio Masini, Novara, Istituto geografico De Agostini, 1968.
- Carlo Pinelli (a cura di), Romanzi e racconti. Vol. 1: Gli elisir del diavolo, traduzione di Carlo Pinelli, Alberto Spaini e Giorgio Vigolo, Torino, G. Einaudi, 1969, ISBN 88-06-54940-5. Contiene: Pezzi di fantasia alla maniera di Callot ; Gli elisir del diavolo ; Racconti notturni.
- Racconti, collana Collezione La nostra biblioteca classica ; 71, traduzione di Ferruccio Masini, Novara, Edipem, 1974. Contiene le raccolte: Notturni e I fratelli di San Serapione.
- Racconti, collana Collezione I grandi scrittori stranieri, traduzione di Barbara Allason e Gemma Sartori, Introduzione di Gemma Sartori, Torino, UTET, 1981, ISBN 88-02-03594-6.
- Racconti, collana Collezione Tascabili Bompiani ; 542, traduzione di Giuseppina Calzecchi Onesti, Introduzione di Gilberto Finzi, Milano, Bompiani, 1991, ISBN 88-452-1799-X.
- Claudio Magris (a cura di), Racconti notturni, collana Collezione ET ; 178, traduzione di Carlo Pinelli e Alberto Spaini, "L'esilio del borghese", introduzione di Claudio Magris, Torino, Einaudi, 1994, ISBN 88-06-17712-5.
- Luca Crescenzi (a cura di), Notturni, traduzione di Luca Crescenzi, Roma, Newton Compton, 1995.
- Matteo Galli (a cura di), Notturni, collana Collezione Classici Giunti, traduzione di Matteo Galli, Firenze, Giunti, 1997, ISBN 88-09-21224-X.
- Matteo Galli (a cura di), Notturni, collana Collezione Hoffmanniana ; 1, traduzione di Matteo Galli, Roma, L'orma editore, 2013, ISBN 978-88-98038-09-1.
- Giulio Schiavoni (a cura di), Racconti dal buio, collana Collezione BUR Rizzoli. Grandi classici, traduzione di Marina Buttarelli, Ferruccio Masini, Ervino Pocar, Rosina Spaini, prefazione di Antonella Lattanzi ; introduzione di Giulio Schiavoni, Milano, BUR Rizzoli, 2022.